# Káto Defterá
Káto Defterá är en ort i Cypern.   Den ligger i distriktet Eparchía Lefkosías, i den centrala delen av landet, 13 km sydväst om huvudstaden Nicosia. Káto Defterá ligger 263 meter över havet och antalet invånare är 1 706. Den ligger på ön Cypern.
Terrängen runt Káto Defterá är lite kuperad.Trakten runt Káto Defterá är tätbefolkad, med 276 invånare per kvadratkilometer. Närmaste större samhälle är Nicosia, 12,9 km nordost om Káto Defterá. Trakten runt Káto Defterá är i huvudsak ett öppet busklandskap.